# Araneus boesenbergi
Araneus boesenbergi là một loài nhện trong họ Araneidae.
Loài này thuộc chi Araneus. Araneus boesenbergi được Irving Fox miêu tả năm 1938.